# (35067) 1989 LL
1989 أل أل (ويعرف أيضًا باسم (35067) 1989 أل أل وفق تسمية الكوكب الصغير) (بالإنجليزية: 1989 LL)‏ هو كويكب ضمن حزام الكويكبات؛ وترتيبه 35067 من حيث الاكتشاف.
اكتُشف هذا الجُرم الفلكي بواسطة اليانور إف. هيلين في 4 يونيو 1989.

## وصلات خارجية
- (35067) 1989 LL في قاعدة بيانات مختبر الدفع النفاث لأجرام النظام الشمسي الصغيرة

- الاكتشاف · مخطط المدار ·  العناصر المدارية · المعلمات المادية

- (35067) 1989 LL على موقع ويكي سكاي: DSS2, SDSS, GALEX, IRAS, Hydrogen α, X-Ray, Astrophoto, Sky Map, Articles and images